# Герман, Наталья Мирчевна
Ната́лья Ми́рчевна Ге́рман (рум. Natalia Gherman; род. 20 марта 1969, Кишинёв, Молдавская ССР, СССР) — молдавский государственный и политический деятель, дипломат. Исполнительный директор Исполнительного директората по борьбе с терроризмом Контртеррористического комитета Совета Безопасности ООН с 2023 года.
Первый вице-премьер-министр, министр иностранных дел и европейской интеграции Республики Молдова с 30 мая 2013 по 20 января 2016 года. Исполняющая обязанности Премьер-министра Республики Молдова с 21 июня по 30 июля 2015 года. Специальный представитель Генерального секретаря ООН по Центральной Азии (2017—2023).
Дочь первого президента Республики Молдова Мирчи Снегура.

## Биография
Родилась 20 марта 1969 года в Кишинёве.

### Образование
Окончила отделение английского и немецкого языков филологического факультета Государственного университета Молдовы.
В 1992 году окончила Национальную школу политических и административных исследований в Бухаресте.
Владеет английским, русским, французским и немецким языками.

### Трудовая деятельность
Занимала должность посла в Австрии, постоянного представителя при ОБСЕ и других международных организациях в Вене (2002—2006) и посла в Швеции, Норвегии и Финляндии (2006—2009).
29 июня 2009 года Наталья Герман по предложению министра Андрея Стратана была назначена заместителем министра иностранных дел и европейской интеграции Республики Молдова и главным переговорщиком по заключению Соглашения об ассоциации между Молдавией и Европейским союзом.
30 мая 2013 года Наталья Герман была назначена первым вице-премьер-министром, министром иностранных дел и европейской интеграции Республики Молдова в правительстве Юрия Лянкэ.
С сентября 2017 по 2023 год — специальный представитель и руководитель Регионального центра ООН по превентивной дипломатии в Центральной Азии с резиденцией в Ашхабаде.
Выступает за евроинтеграцию Молдовы и против интеграции в Таможенный союз ЕАЭС; является сторонницей запрета ретрансляции российских телеканалов в Республике Молдова.
С 2023 года — исполнительный директор Исполнительного директората по борьбе с терроризмом Контртеррористического комитета Совета Безопасности ООН.

## Награды
- Орден Республики (2014 год)[8]
- Командор 1 класса ордена Полярной звезды (Швеция, 2010 год)[9]
- Юбилейная медаль «25 лет Нейтралитета Туркменистана» (2020, Туркменистан)